# Xã Taylor, Quận Nevada, Arkansas
Xã Taylor (tiếng Anh: Taylor Township) là một xã thuộc quận Nevada, tiểu bang Arkansas, Hoa Kỳ. Năm 2010, dân số của xã này là 524 người.